# Charles Joseph Leduc
Pour les articles homonymes, voir Leduc.
Charles Joseph Leduc, né le 10 août 1767 à Montpellier (Hérault), mort le 5 juillet 1809 à la bataille de Wagram (Autriche), est un colonel français de la Révolution et de l’Empire.

## États de service
Il entre en service le 15 mars 1782, comme soldat au 6e régiment de chevau-légers, et il obtient son congé en 1785. De retour dans ses foyers, il reprend des études de médecine, et il est devient officier de santé à l’hôpital militaire de Metz le 19 mars 1788. Le 31 août 1790, il se trouve comme volontaire à l’affaire de Nancy, et il y reçoit la décoration et le brevet de la grenade du régiment d'Auvergne.
Rappelé par son patriotisme dans les armées combattantes, il est nommé sous-lieutenant le 15 février 1791, dans la Garde nationale de Metz. Il est élevé au grade de capitaine le 14 août 1791, et au grade de lieutenant-colonel le 15 mai 1792. Le 7 septembre 1792, il passe dans le 23e régiment de chasseurs à cheval avec le grade de chef d’escadron, et il participe aux campagnes de cette année là, aux armées du Centre et des Ardennes. Il se distingue le 18 mars 1793, à la bataille de Neerwinden, où en chargeant à la tête de la cavalerie dont il a le commandement, il met l’ennemi dans une déroute complète. Appelé par le général Dumouriez pour prendre le commandement de la cavalerie sous les ordres du général Valence, il contribue par son audace et son intrépidité à repousser la cavalerie autrichienne sur les hauteurs de Tongres. 
Le 29 septembre 1793, lors du blocus de Maubeuge, il sauve l’avant-garde, dont il a le commandement, en faisant une trouée au travers de l’ennemi, qui lui a coupé la retraite, et il la ramène dans la place sans avoir perdu un seul homme. De l’an II à l’an III, il est à l’armée du Nord, et lors de la conquête de la Hollande, il est le premier à passer le Waal à la tête d’un escadron de hussards et d’un escadron du 23e chasseurs à cheval. Il charge l’ennemi avec tant d’impétuosité qu’il le met en déroute et facilite le passage du général Vandamme.
De l’an IV à l’an XII, il participe à tous les faits d’armes des armées du Nord, de Sambre-et-Meuse, de Mayence, du Rhin et de Hanovre. Il est fait chevalier de la Légion d’honneur le 16 octobre 1803.
Appelé à l’armée d’Italie en l’an XIV, il passe ensuite à la Grande Armée, pour les campagnes de Prusse et de Pologne de 1806 et 1807. En 1808, il est en Poméranie suédoise et au Danemark, et il est promu colonel le 18 avril 1808, à la suite du 23e régiment de chasseurs à cheval. Le 19 juillet suivant, il est nommé colonel du 19e régiment de chasseurs à cheval, et c’est à la tête de son régiment qu’il fait la campagne d’Autriche en 1809.
Il est fait chevalier de l’Empire le 5 février 1809. Il se couvre de gloire le 22 mai à la bataille d'Essling, où il est blessé d’un coup de baïonnette à la main gauche en chargeant avec vigueur un régiment hongrois, qui défend le village de Gross-Aspern. Pour le récompensé de ce fait d’armes, l’Empereur le nomme officier de la Légion d’honneur le 27 juin suivant.
Jaloux de prouver à l’Empereur sa reconnaissance et son dévouement, il se surpasse le 5 juillet 1809, à la bataille de Wagram, par des actes d’intrépidité les plus héroïques, mais malheureusement il est tué au milieu d’une charge qu’il conduit avec la plus audacieuse bravoure.

## Dotations
- Le 19 mars 1808, donataire d’une rente de 2 000 francs sur les biens réservés en Westphalie.

## Sources
- A. Lievyns, Jean Maurice Verdot, Pierre Bégat, Fastes de la Légion-d'honneur, biographie de tous les décorés accompagnée de l'histoire législative et réglementaire de l'ordre, Tome 2, Bureau de l’administration, 1842, 344 p. (lire en ligne), p. 254.
- « Cote LH/1544/16 », base Léonore, ministère français de la Culture
- Alain Pigeard, L'Armée Napoléonienne, 1804-1815, éd Curandéra, 1993, p. 864.
- (en) « French Chasseur-a-Cheval Regiments and the Colonels Who Led Them 1791-1815: Eberle to Exelmans »
- « La noblesse d’Empire » (consulté le 29 décembre 2015)
- Vicomte Révérend, Armorial du premier empire, tome 3, Honoré Champion, libraire, Paris, 1897, p. 81.